# Stagno di Peschiera
Lo Stagno di Peschiera è un lago di origine glaciale nell'estremo settore nord della provincia di Como.
Lo specchio d'acqua trova a 586 m s.l.m. ed ha una superficie di 2500 m2.
Localizzato nel comune di Sorico, è disposto al termine della strada che si dirama per la montagna poco prima dell'abitato di Albonico. Lo specchio d'acqua rappresenta un'area di notevole interesse dal punto di vista geo-naturalistico nel contesto alpino lombardo.

## Origine

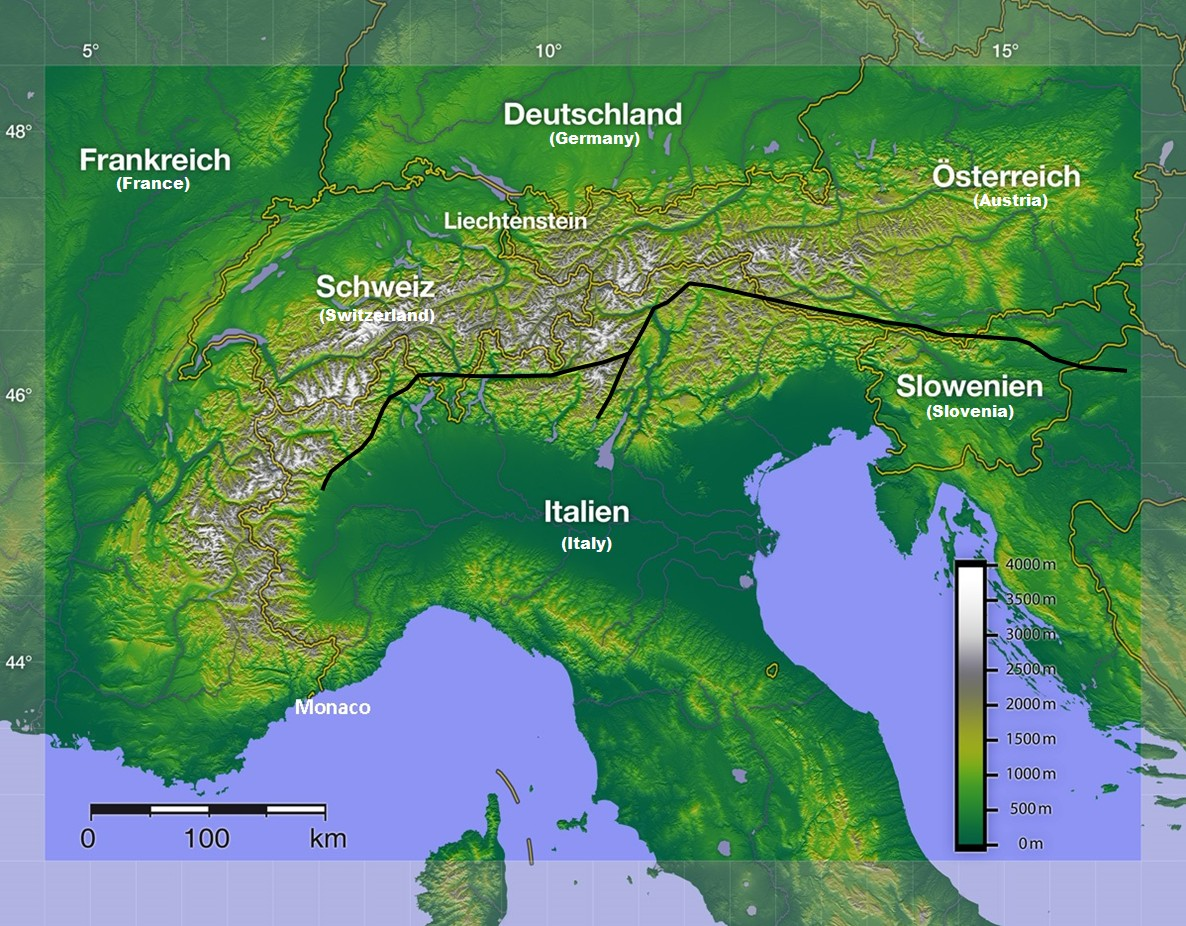
Cartina dell'Italia con la Linea Insubrica. Sorico a nord del Lago di Como ne è attraversato

La sua origine va ricercata nell'orogenesi alpina quando un'ottantina di milioni di anni fa lo scontro tra la zolla europea e africana diedero origine alle Alpi. La collisione tra le due placche avvenne lungo una precisa linea ancora oggi visibile al suolo: la cosiddetta Linea insubrica. Lungo questa "cicatrice" che nasce nei Balcani e corre per tutta la lunghezza delle Alpi per terminare in prossimità della Francia, si riconoscono rocce deformate dall'enorme spinta tettonica, antiche faglie ed avvallamenti a mo' di canyon. È proprio in uno di questi avvallamenti che ha sede lo stagno di Peschiera. Inoltre è curioso ricordare per chi visita lo stagno che la riva dello specchi d'acqua nord è sulla placca Europea mentre la sponda sud è su quella Africana.

## Flora e fauna
Le sponde dello stagno sono ricche di piccoli mammiferi e di rettili e non di rado nello stagno è possibile avvistare diverse specie di uccelli acquatici. Sulle sponde e sugli isolotti interni al laghetto crescono canneti e tife. D'inverno lo stagno ghiaccia completamente in superficie.

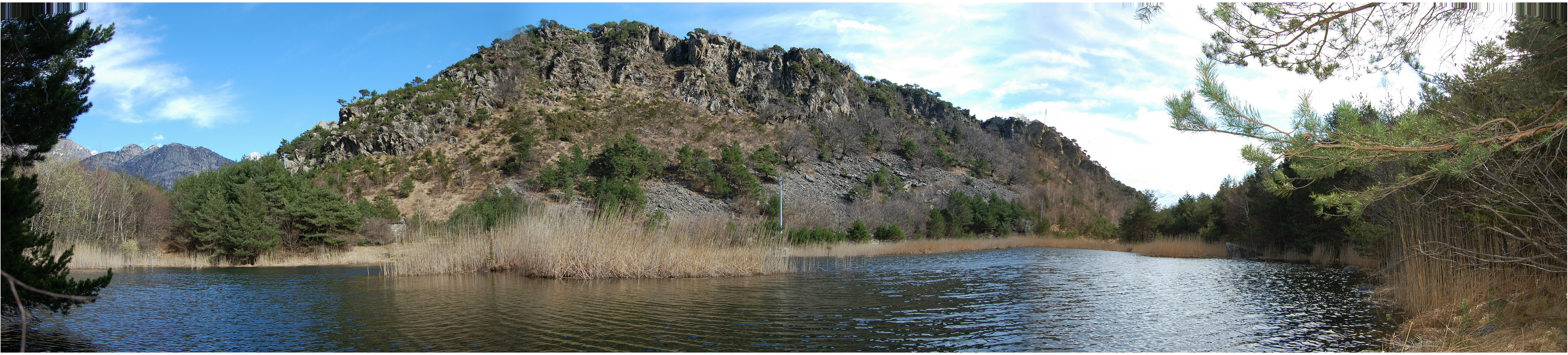
Lo stagno e sullo sfondo il Monte Peschiera